# Tomás del Rosario

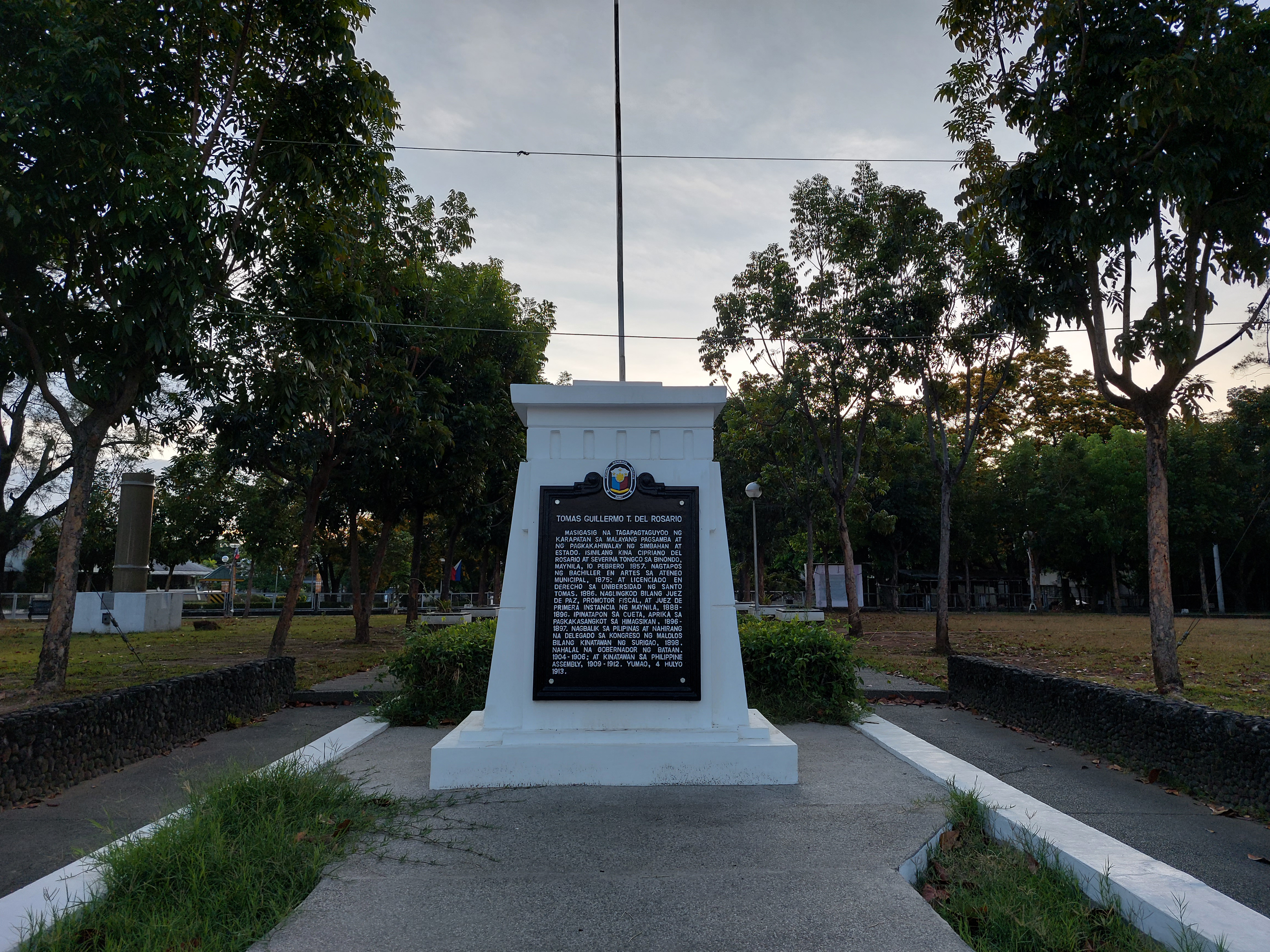
Gedenkteken voor Tomás del Rosario in Balanga

Tomás T. del Rosario (Manilla, 10 februari 1857 – 4 juli 1913) was a Filipijnse rechter en politicus.

## Biografie
Tomás T. del Rosario werd geboren op 10 februari 1857 in de Filipijnse hoofdstad Manilla. Zijn ouders waren Cipriano del Rosario en Severina Tongco. Na het voltooien van een Bachelor-opleiding aan de Ateneo de Manila University in 1875 woonde en studeerde acht jaar lang in de Spaanse hoofdstad Madrid, waar hij in 1886 een bachelor-diploma rechten behaald aan de Complutense-universiteit van Madrid. Na terugkeer in de Filipijnen in 1888 was hij onder meer werkzaam als vrederechter, openbaar aanklager en rechter van een Court of First Instance. 
Ten tijde van de uitbraak van de Filipijnse Revolutie werd Del Rosario gedeporteerd naar Afrika, wegens vermeende betrokkenheid bij de opstandelingen. Na zijn terugkeer in 1897 werd hij in 1898 namens de provincie Surigao gekozen in het Malolos Congros. Tevens was hij vice-president van het Congres. Nadat de macht in de Filipijnen overging naar de Amerikanen was hij assistent-aanklager van het hooggerechtshof. Van 1903 tot 1905 was del Rosario de eerste gouverneur van de provincie Bataan. Van 1909 tot 1912 vertegenwoordigde hij Bataan in de Filipijnse Assemblee.  
Del Rosario overleed in 1913 op 56-jarige leeftijd.